# Cộng hòa Xô viết Donetsk–Krivoy Rog
Cộng hòa Xô viết Donetsk–Krivoy Rog (tiếng Nga: Донецко-Криворожская Советская Республика) là một thực thể chính trị tồn tại trong năm 1918 ứng với khu vực miền Đông Nam Ukraina hiện nay. Thực thể này là một giải pháp chính trị của CHXHCNXV Liên bang Nga trong giai đoạn quyết liệt nhất của cuộc nội chiến.

## Quốc kỳ
Quốc kỳ Donetsk–Krivoy Rog là mẫu cờ có tỉ lệ 2:3 gồm ba sọc ngang đen - lam - đỏ rộng bằng nhau và xuyên suốt. Trong đó:
- Màu đen: Đất đai màu mỡ của miền Nam, mỏ than Donbas.
- Màu lam: Tinh thần nhân dân, biển Azov, biển Đen.
- Màu đỏ: Sự đổ máu trong cuộc tranh đấu vì tự do.

Lá cờ này được ấn định lưu hành vào ngày 27 tháng 4 năm 1918.